# 小林一雅
小林 一雅（こばやし かずまさ、1939年（昭和14年）9月19日 - ）は、日本の実業家。兵庫県出身。小林製薬の社長・会長を務めた。

## 略歴
小林製薬社長の小林三郎の長男として生まれ育った。大学在学中に父の三郎が死去。甲南大学経済学部卒業後、1962年3月に小林製薬に入社。1964年米国に視察旅行をきっかけに1965年にコロンビア大学に留学。1966年11月に取締役、1970年11月に常務取締役を経て、1976年12月、4代社長に就任。
医薬品の卸業であった小林製薬をメーカーへと転換を進めた。
その後、2004年6月に弟である豊が社長となり、一雅は会長となった。

2024年7月23日、紅麹配合サプリメントによる健康被害の拡大を受け会長を辞任。長男の章浩も8月8日付で社長を辞任する。一雅は会長退任後、特別顧問に就任。契約は3年間で月額報酬は200万円。

## 一族
- 一雅は、名古屋で店を創業した忠兵衛のひ孫にあたり、吉太郎は祖父、父親の三郎は吉太郎の娘婿だったという。現社長の章浩は長男にあたる[7][8]。尚、一雅は「わたしの足跡・関西経済人列伝」の中で、妻の道子は40代の若さで他界し、娘2人は会社とは全く関係のないところに嫁いでいると語っている。

## 馬主活動と所有馬

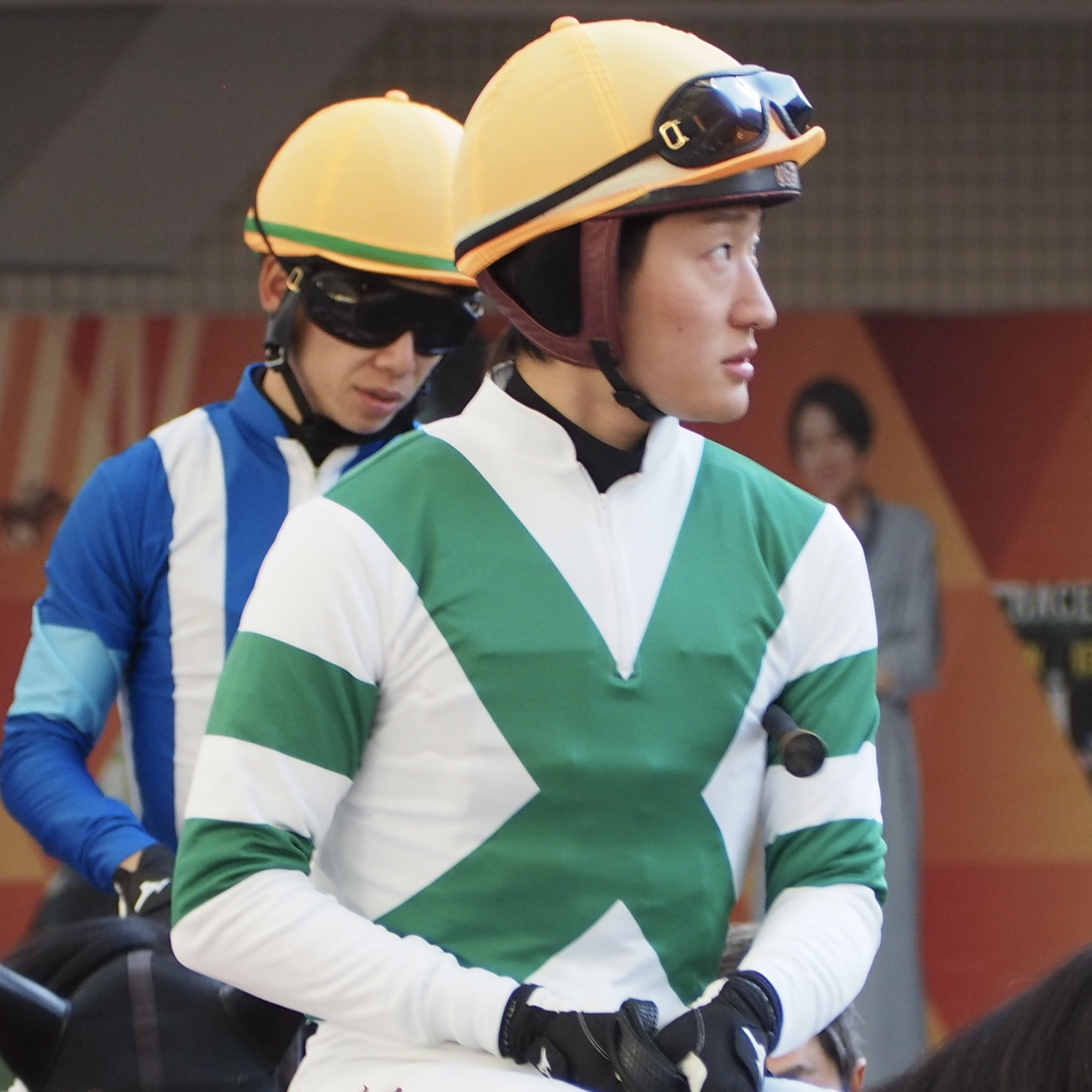
雅苑興業の勝負服を着用した鮫島克駿

日本中央競馬会（JRA）に登録している馬主でもある。当初は個人名義、現在は「合同会社雅苑興業」の法人名義で登録されている。勝負服の柄は白、緑十字襷、袖緑二本輪、冠名には「カズマ」を馬名の後方に用いる。
2024年4月上旬、同社が所有していたJRAの登録馬が吉田和美などに名義に変更された。

### 主な所有馬
- ブトンドール（2022年函館2歳ステークス）